# Samokov
Samokov (in bulgaro Самоков?) è una città della Bulgaria occidentale di 27 851 abitanti. Si trova ai piedi del monte Rila, la montagna più alta della penisola balcanica.

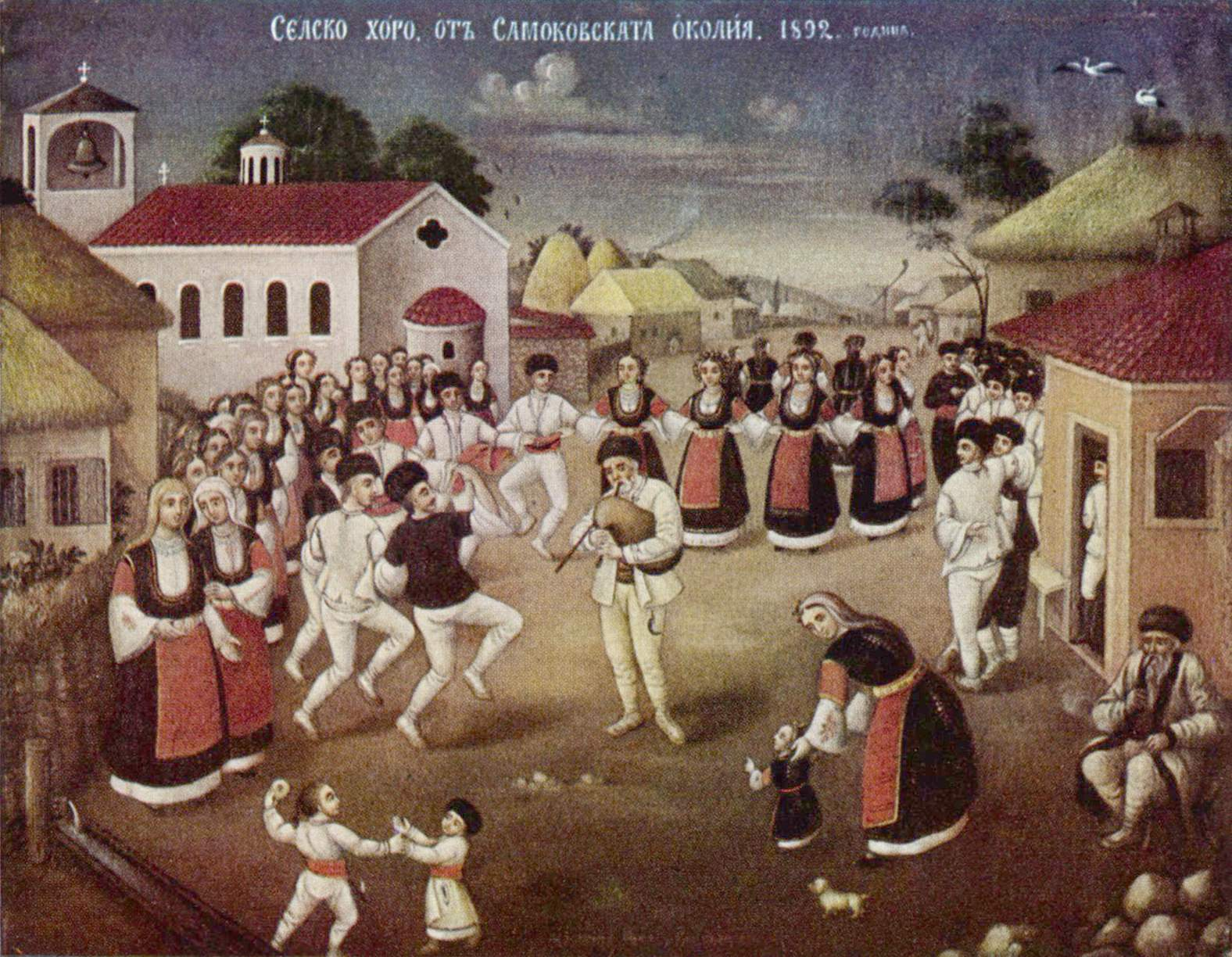
Un dipinto di Nikola Obrazopisov della scuola di Samokov del 1892